# Дубатолов, Владимир Викторович
Владимир Викторович Дубатолов — российский энтомолог, лепидоптеролог, доктор биологических наук, действительный член Русского энтомологического общества (с 1979 года), член Европейского лепидоптерологического общества (с 1998 года), куратор коллекции насекомых Сибирского зоологического музея, ведущий научный сотрудник Института систематики и экологии животных СО РАН (Новосибирск), ведущий научный сотрудник ФГБУ «Заповедное Приамурье» (Хабаровск).

## Биография
Родился 2 сентября 1958 года в Ленинграде. Его отец — Дубатолов Виктор Николаевич (1924-2011) — доктор геолого-минералогических наук, палеонтолог, Заслуженный деятель науки Российской Федерации. Мать — Дубатолова Юлия Афанасьевна (1926-2005) — палеонтолог, стратиграф, кандидат геолого-минералогических наук. Есть три дочери: Светлана, Елизавета и Валерия.
В 1980 году он окончил факультет естественных наук Новосибирского государственного университета. Защитил дипломную работу по теме «Количественный анализ изменения лопастной линии аммоноидей в процессе эволюции».
Начиная с 1980 года работает в Новосибирске в Зоологическом музее Биологического института СО АН СССР (ныне — Сибирский Зоологический музей Института систематики и экологии животных СО РАН).
В 1993 году защитил кандидатскую диссертацию на тему: «Дневные чешуекрылые (Lepidoptera: Hesperioidea, Papilionoidea) гор Туркменистана». В 2007 году защитил докторскую диссертацию на тему: «Чешуекрылые подсемейства Arctiinae (Lepidoptera, Arctiidae) Палеарктики».
Является куратором коллекции насекомых Сибирского Зоологического Музея Института систематики и экологии животных СО РАН.

## Научные интересы
Область научных интересов включает систематику и фаунистику, фауногенез и биогеографию палеарктических бабочек Arctiinae, Papilionoidea, российских бабочек из семейств Hesperioidea, Geometroidea (без Geometridae), Bombycoidea, Sphingoidea, Noctuoidea; фаунистику сибирских бабочек из семейств Tortricidae, Ethmiidae, некоторые другие Microlepidoptera. С 2003 года изучает чешуекрылых Приамурья.
Работает также с некоторыми другими насекомыми: Neuropteroidea, Plecoptera, Vespoidea (Hymenoptera). С конца 80-х до 1991 года собирал пауков в Средней Азии, которых обрабатывал Д.В.Логунов и его коллеги.

## Таксоны, названные в честь
Роды:
- Dubatolovia de Freina, 2010 (Lepidoptera, Erebidae: Arctiinae) - Африка
- Dubatoloviana Bucsek, 2012 (Lepidoptera, Erebidae: Arctiinae) - Юго-Восточная Азия
- Dubatolova Kirti, Singh et Joshi, 2014 (Lepidoptera, Erebidae: Arctiinae) - Юго-Восточная Азия

Виды:
Aranea, Salticidae:
- Sitticus (Attulus) dubatolovi Logunov et Rakov, 1998 - Казахстан
- Aelurillus dubatolovi Azarkina, 2002 - Туркмения

Acarina, Parholaspididae
- Neparholaspis dubatolovi Marchenko, 2016 - Сихотэ-Алинь

Coleoptera:
- Nebria (Catonebria) sajana dubatolovi Dudko et Shilenkov, 2001 (Carabidae) - Алтай
- Cautires dubatolovi Kazantsev, 1995 (Lycidae) - юг Дальнего Востока России
- Clanoptilus (Hypoptilus) dubatolovi Tshernyshev, 1998 (Malachiidae) - Туркмения
- Colotes (Pseudodipnis) dubatolovi Tshernyshev, 2007 (Malachiidae) - Нижнее Поволжье
- Leptapoderus (Pseudoleptapoderus) dubatolovi Legalov, 2003 (Attelabidae) - Китай
- Donus dubatolovi Leganov, 2011 (Curculionidae) - Кыргызстан

Lepidoptera:
- Semagystia dubatolovi Yakovlev, 2007 (Cossidae) - Туркмения: Кугитанг
- Caloptilia dubatolovi — вид молей-пестрянок (Gracillariidae), эндемик Дальнего Востока России
- Buvatina dubatolovi Lvovsky, 2016 (Oecophoridae) - юг Дальнего Востока России
- Agonopterix dubatolovi Lvovsky, 1995 (Depressariidae) - Забайкалье
- Dahlica dubatolovi (Solanikov, 1990) (Psychidae) - Якутия
- Dichrorampha dubatolovi Syachina, 2008 (Tortricidae) - юг Дальнего Востока России
- Stenoptilia dubatolovi Ustjuzhanin, 2001 (Pterophoridae) - Туркмения: Кугитанг
- Agrisius dubatolovi Orhant, 2012 (Erebidae) - Юго-Восточная Азия
- Diduga dubatolovi Bayarsaikhan et Bae 2018 (Erebidae: Arctiinae) - Юго-Восточная Азия
- Eugoa dubatolovi Volynkin, Bucsek et Černý, 2018 (Erebidae: Arctiinae) - Юго-Восточная Азия
- Barsine dubatolovi Volynkin et Černý, 2019 (Erebidae: Arctiinae) - Юго-Восточная Азия
- Holoarctia dubatolovi Saldaitis et Ivinskis, 2005 (Erebidae: Arctiinae) - Алтай
- Lygephila dubatolovi Fibiger, Kononenko et Nilsson, 2008 (Erebidae) - юг Дальнего Востока России
- Agrochola (Alpichola) dubatolovi Varga et Ronkay, 1991 (Noctuidae) - Туркмения: Копетдаг
- Lacanobia dubatolovi Volynkin, 2017 (Noctuidae) - Туркмения: Копетдаг

Подвиды:
- Euchloe ausonia dubatolovi Korshunov, 1995 (Pieridae) - Алтай
- Japonica lutea dubatolovi Fujioka, 1993 (Lycaenidae) - юг Дальнего Востока России
- Clossiana tritonia dubatolovi Korshunov, 1987 (Nymphalidae) - Хамар-Дабан
- Cardepia helix dubatolovi Hacker, 1998 (Noctuidae) - Таджикистан